# Getal van Fourier
Het getal van Fourier is een dimensieloos getal dat de verhouding weergeeft tussen de verstreken tijd en de tijd benodigd voor het bereiken van een stationaire temperatuurverdeling.
{\displaystyle Fo={\lambda t \over C_{p}\rho L^{2}}}
of
{\displaystyle Fo={at \over L^{2}}}
λ = warmtegeleidingscoëfficiënt [W K−1 m−1]
t = tijd [s]
Cp = warmtecapaciteit bij constante druk [J K−1 kg−1]
a = temperatuurvereffeningscoëfficiënt [m2 s−1]
ρ = dichtheid [kg m−3]
L = karakteristieke lengte [m]
Het getal is genoemd naar Jean Baptiste Joseph Fourier (1768-1830), een Franse wis- en natuurkundige.